# Comoras en los Juegos Olímpicos de Londres 2012
Comoras estuvo representada en los Juegos Olímpicos de Londres 2012 por tres deportistas, un hombre y dos mujeres, que compitieron en dos deportes.
La portadora de la bandera en la ceremonia de apertura fue la atleta Feta Ahamada. El equipo olímpico comorense no obtuvo ninguna medalla en estos Juegos.